# روب إيفانز (ترفيهي)
روب إيفانز (بالإنجليزية: Donut Man)‏ هو ترفيهي أمريكي، ولد في 1953 في باولي ‏ في الولايات المتحدة.

## وصلات خارجية
- روب إيفانز على موقع ميوزك برينز (الإنجليزية)
- روب إيفانز على موقع ميوزك برينز (الإنجليزية)